# Чемпионат Беларуси по пляжному футболу 2009
Чемпионат Белоруссии по пляжному футболу сезона 2009 года состоялся 2-й раз. В чемпионате участвовали 8 клубов из 7 городов.

## Гран-при

### Гран-при городов 2009
- Полоцк
- Кобрин
- Светлогорск
- Солигорск

### Другие гран-при
- Суперфинал (Кобрин)

### Стадионы
- СОК «Олимпийский» (Минск)
- Пляж № 5 (Минское море, Минск)
- Городской пляж (Солигорское водохранилище, Солигорск)
- Городской пляж (р. Березина, Светлогорск)
- Стадион центра туризма и краеведения (Полоцк)
- Пляжная площадка (о. Каташи, Кобрин)

## Участники соревнований
Команда / Сокращение
- Пассат-Пласт (Минск) / ПАС
- Видеопечать (Минск) / ВИД
- ЦКК-СТC (Светлогорск) / ЦКК
- Полесье (Кобрин) / ПОЛ
- Горняк (Солигорск) / ГОР
- Дримтим (Новополоцк) / ДТН
- Кировск-ДЮСШ (Кировск) /КИР
- Старт (Лида) / ЛИД

Клуб «Лида» после первого тура сменил название на «Старт»

## Положение команд
Очки распределяются следующим образом: 1 место — 9 очков, 2-7, 3-6, 4-5, 5-4, 6-3, 7-2, 8-1.
| Место | Команда      | Очки |
| ----- | ------------ | ---- |
| 1     | Пассат-Пласт | 34   |
| 2     | Полесье      | 28   |
| 3     | ЦКК-СТC      | 22   |
| 4     | Видеопечать  | 19   |
| 5     | Горняк       | 19   |
| 6     | Кировск-ДЮСШ | 14   |
| 7     | Старт        | 7    |
| 8     | Дримтим      | 5    |

## Результаты

### 1 тур (23-24.05)
1-й тур прошёл в Полоцке, на стадионе Центра туризма и краеведения
| Игра за .. место | Соперники | Счёт |
| ---------------- | --------- | ---- |
| 1                | ПАС — ЦКК | 6-3  |
| 3                | ПОЛ — ГОР | 8-4  |
| 5                | ВИД — КИР | 6-3  |
| 7                | ЛИД — ДТН | 5-3  |

### 2 тур (27-28 июня)
2-й тур прошёл на площадке у озера Каташи (Кобринский район)
| Игра за .. место | Соперники | Счёт |
| ---------------- | --------- | ---- |
| 1                | ПАС — ЦКК | 7-2  |
| 3                | ПОЛ — ГОР | 8-1  |
| 5                | ВИД — КИР | 2-7  |
| 7                | ДТН — ЛИД | 2-4  |

### 3 тур (11-12.07)
3-й тур прошёл в Светлогорске, на Центральном пляже на Березине
| Игра за .. место | Соперники | Счёт |
| ---------------- | --------- | ---- |
| 1                | ПАС — ПОЛ | 1-5  |
| 3                | ВИД — ГОР | 4-1  |
| 5                | КИР — ЦКК | 5-3  |
| 7                | ДТН — ЛИД | 3-4  |

### 4 тур (08-09.18)
4-й тур прошёл в Солигорске на пляже Солигорского вднх.
| Игра за .. место | Соперники | Счёт |
| ---------------- | --------- | ---- |
| 1                | ПАС — ПОЛ | 3-2  |
| 3                | ЦКК — ВИД | 1-2  |
| 5                | КИР — ГОР | 5-7  |
| 7                | ЛИД — ДТН | 1-2  |

### Суперфинал
Суперфинал чемпионата Белоруссии по пляжному футболу прошёл в Кобрине, а не в Минске.

#### Команды
- Пассат-Пласт (Минск)
- Видеопечать (Минск)
- Полесье (Кобрин)
- ЦКК-СТC (Светлогорск)

#### Результаты матчей
| Дата       | Соперники                  | Счёт |
| ---------- | -------------------------- | ---- |
| 29 августа | Пассат-Пласт — Видеопечать | 3-2  |
|            | Полесье — ЦКК-СТC          | 7:5  |
|            | ЦКК-СТC — Пассат-Пласт     | 2:4  |
|            | Видеопечать — Полесье      | 6-5  |
| 30 августа | ЦКК-СТC — Видеопечать      | 7:5  |
|            | Пассат-Пласт — Полесье     | 4:3  |

#### Положение команд суперфинала
| Команда      | Кол-во игр | Очки   |
| ------------ | ---------- | ------ |
| Пассат-Пласт | 3          | 12 (3) |
| Полесье      | 3          | 5 (2)  |
| ЦКК-СТC      | 3          | 4 (1)  |
| Видеопечать  | 3          | 3 (0)  |

## Лучшие бомбардиры
| Место | Имя            | Клуб         | Голов |
| ----- | -------------- | ------------ | ----- |
| 1     | Игорь Бриштель | Полесье      | 36    |
| 2     | Руслан Пернай  | Пассат-Пласт | 32    |
| 3     | Вадим Бокач    | Кировск-ДЮСШ | 29    |
| 4     | Антон Гусаков  | ЦКК-СТC      | 28    |

## Лучшие игроки по амплуа
| Вратарь                        | Защитник                   | Нападающий                 |
| ------------------------------ | -------------------------- | -------------------------- |
| Вадим Алешкевич (Пассат-Пласт) | Руслан Жечко (Видеопечать) | Сергей Тимошенко (ЦКК-СТC) |